# Defensie Helikopter Commando
Het Defensie Helikopter Commando (DHC) werd in 2008 opgericht en is gevestigd op de Vliegbasis Gilze-Rijen en Maritiem Vliegkamp De Kooy.
Een in 2001 gestarte studie van het Nederlandse ministerie van Defensie die verliep onder de naam 'integrale militaire helikoptercapaciteit' werd gekeken naar een mogelijk samengaan van de militaire helikopterluchtvaart, de luchtmobiele en maritieme transportbehoeften en de eventuele oprichting van een defensiebreed helikoptercommando.
Door de vele bezuinigingsmaatregelen gekoppeld aan een steeds groter wordende vraag naar helikopters en de resultaten van de studie, werd medio 2005 besloten tot oprichting van één helikopterorganisatie voor de hele krijgsmacht onder een verdere personeelsreductie. Dit moest leiden tot grotere doeltreffendheid bij de inzet van de defensiehelikopters.
Op 4 juli 2008 werd tijdens een ceremonie het Defensie Helikopter Commando (DHC) officieel opgericht. DHC is ontstaan uit de eenheden van Vliegbasis Gilze-Rijen, de resterende MLD eenheden van Maritiem Vliegkamp De Kooy, Vliegbasis Deelen, de opgeheven Vliegbasis Soesterberg en het eveneens opgeheven 303 Squadron op Vliegbasis Leeuwarden. Het DHC werd organiek ondergebracht in het Commando Luchtstrijdkrachten CLSK.
Commodore T. ten Haaf van het CLSK werd tijdens de ceremonie geïnstalleerd als de eerste Commandant Defensie Helikopter Commando (C-DHC). In aanwezigheid van de staatssecretaris van Defensie en de Commandant der Strijdkrachten (CDS) werd hem de vlag van het DHC uitgereikt door de toenmalige Commandant Luchtstrijdkrachten (C-LSK), Luitenant-gen. J. Jansen. De ceremonie werd afgesloten met een zogenaamde fly-by van 22 helikopters.

## Taak DHC
Bij een gezamenlijke inzet vormen de luchtmacht eenheden DHC (helikoptercapaciteit) en het 336 squadron (C-130 airlift capaciteit), samen met de landmachteenheid 11 Luchtmobiele Brigade (luchtlandingstroepen) de Air Manoeuvre Brigade. Deze is binnen 20 dagen wereldwijd inzetbaar. 

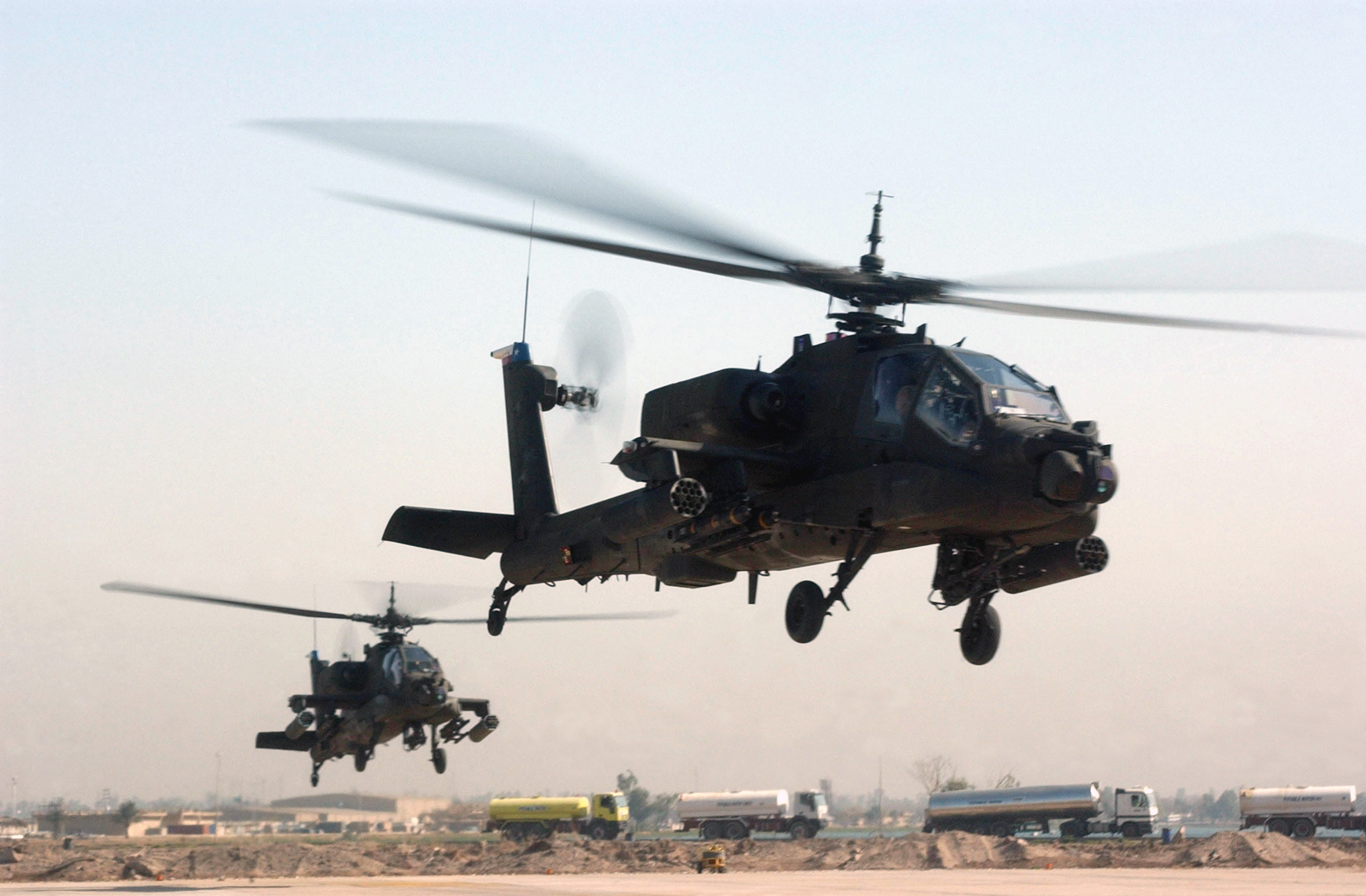
In gebruik AH-64 Apache

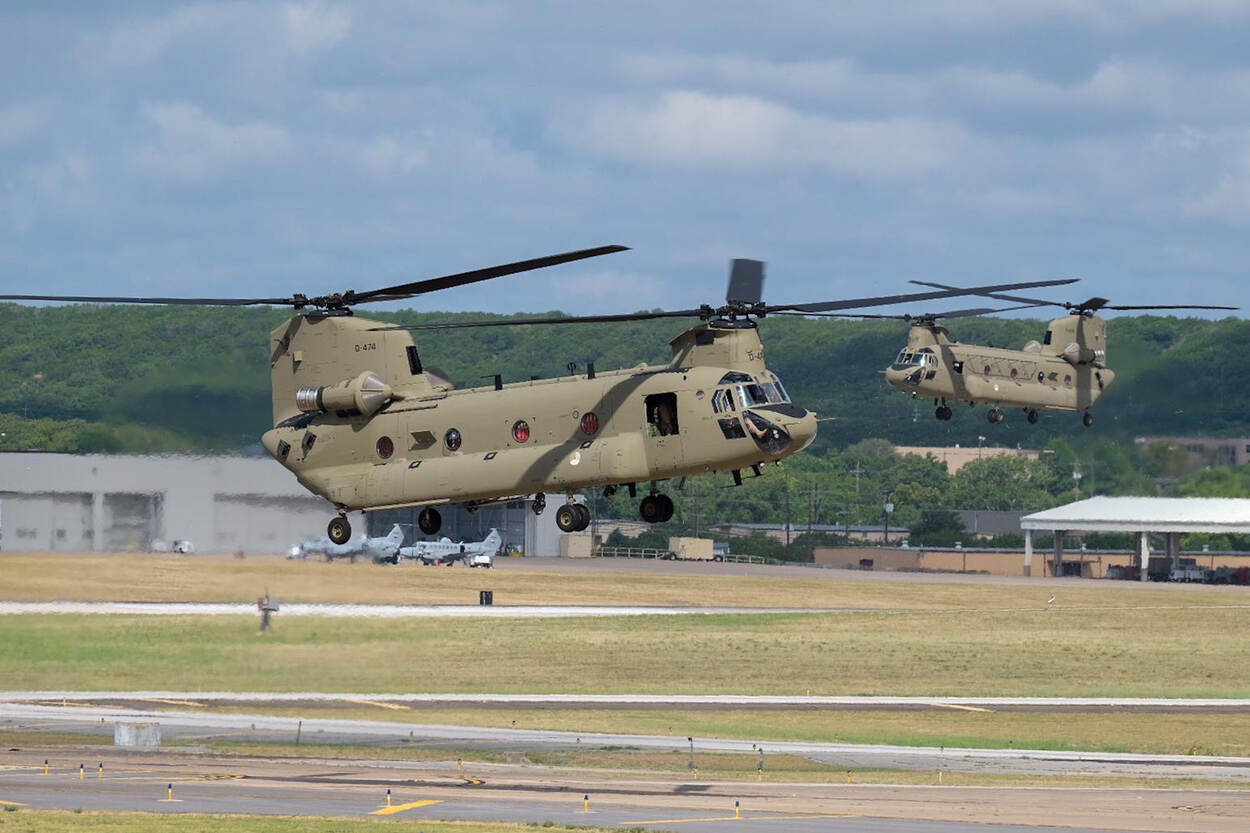
In gebruik CH-47F Chinook

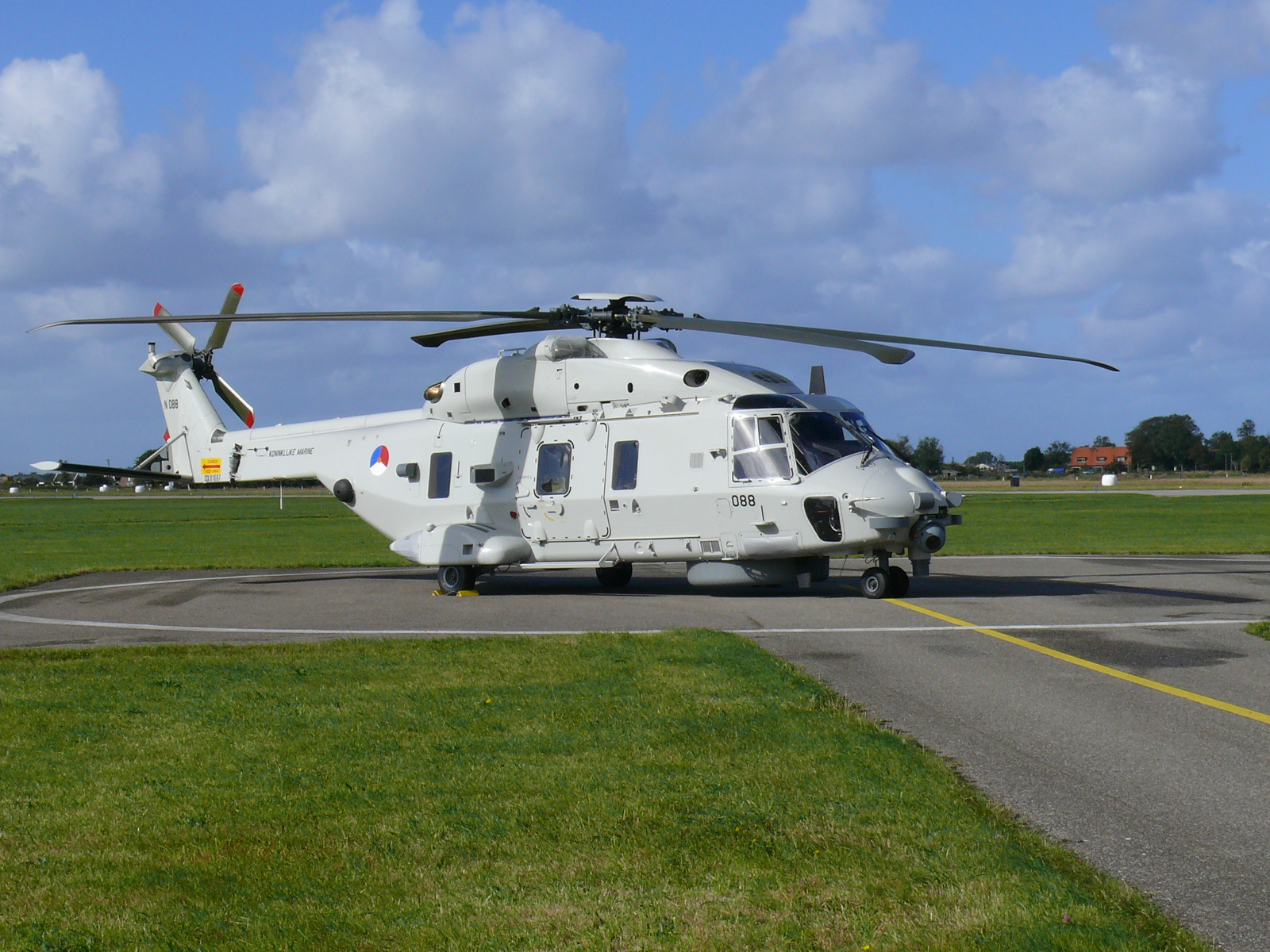
In gebruik NHIndustries NH90

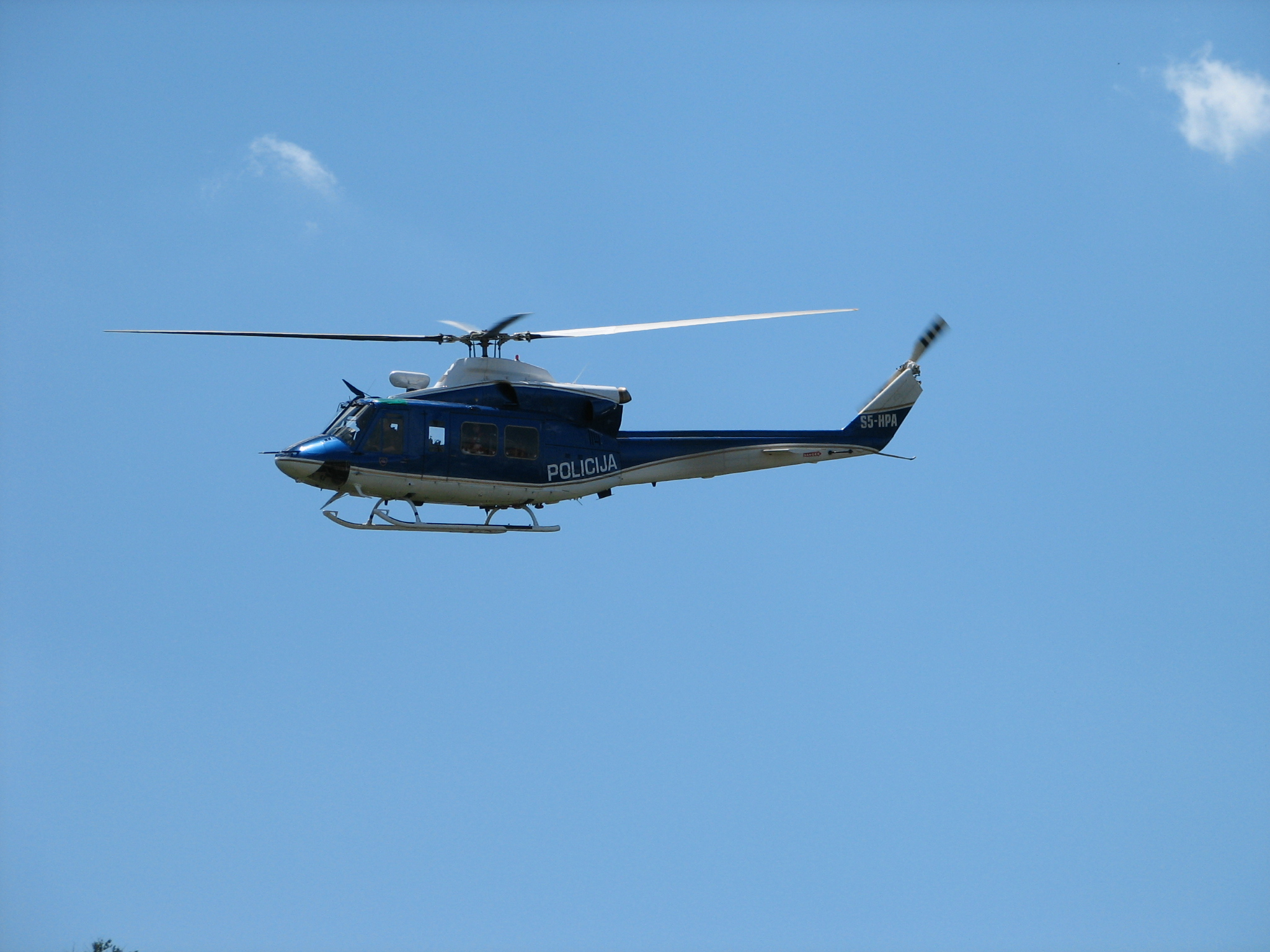
Agusta Bell AB 412 (afgestoten)

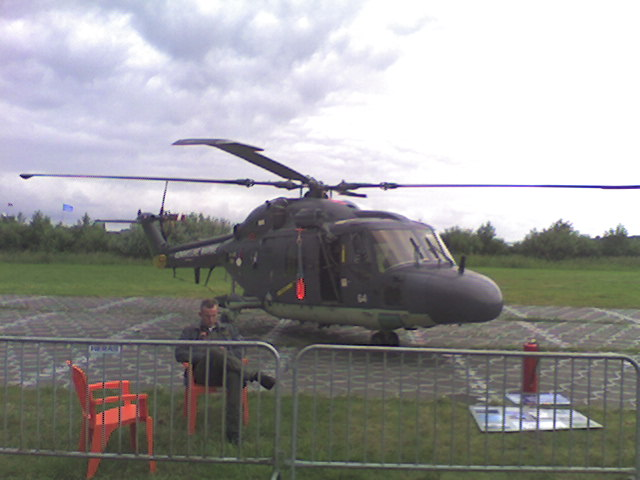
Westland Lynx (vervangen)

### Huidige commandostructuur
| Commandant Defensie Helikopter Commando | Vliegbasis Gilze-Rijen Staf DHC 298 Sq (Chinook vliegoperaties) 299 Sq (Helicopter Warfare Centre - HWC) 300 Sq (Cougar vliegoperaties) 301 Sq (Apache vliegoperaties) 930 Sq (onderhoud en logistiek) 931 Sq (vliegbasis platformtaken) 7 Sq (opleiding en simulatie) Vliegveld De Kooy\|Maritiem Vliegkamp De Kooy 860 Sq (NH90 vliegoperaties) 990 Sq (onderhoud, logistiek en platformtaken) Vliegbasis Deelen 302 Sq (training Apache en Chinook, Texas USA) |

## Geschiedenis
In het verleden waren de krijgsmachtdelen met hun 'eigen' helikopteronderdeel uitgerust. De landmacht bezat de Groep Lichte Vliegtuigen (GpLV) voor het doen van  artilleriewaarnemingen door artilleristen. De luchtmacht leverde echter alle geschikte infrastructuur op de Vliegbasis Deelen en de voormalige Vliegbasis Soesterberg, al het onderhoudspersoneel en alle vliegers. De Marine Luchtvaartdienst (MLD) had zijn eigen vliegkamp Vliegkamp Valkenburg en De Kooy en helikopters aan boord van de schepen.
In de loop van de tijd zijn deze onderdelen door de vele bezuinigingen en reorganisaties aan grote veranderingen onderhevig geweest. De GpLV werd in 1993 omgevormd tot Groep Helikopters Koninklijke Luchtmacht (GPHKLu) en ook het bezit van de helikopters ging geheel naar de luchtmacht over toen de artilleriewaarneming werd afgestoten. Daarna vervolgde in 1995 transformatie tot Tactische Helikopter Groep (THG) met de nieuwe luchtmobiele brigade als de te vervoeren klant.
De MLD was in de jaren 1980 en 1990 al enkele keren zwaar door de rekenkamer bekritiseerd vanwege de inefficientie van de operationele en de onderhoudsdienst in deze organisatie . Na de verkoop van de Lockheed P-3 Orion patrouillevliegtuigen en de sluiting van het Vliegkamp Valkenburg in 2006 resteerde nog de maritieme groep helikopters (MARHELI) met 21 toestellen op Vliegveld De Kooy.
De Groep Lichte Vliegtuigen (GpLV) was uit terugkerende eenheden uit Nederlands-Indië opgericht op 1 maart 1950. Standplaats werd  de Vliegbasis Deelen vanwaar men tm 1955 met 298 Sq. en aangekochte Auster AOP.3's opereerde. Van 1955 tm 1959 werd door 298 Sq gevlogen met de Piper L-18C en de eerste helikopter, de Hiller H-23B Raven. Beide typen werden via het MDAP kosteloos verstrekt. Het inmiddels opgerichte 299 Sq opereerde in gelijke configuratie aangevuld met aangekochte Piper L-21B's en van 1957 tm 1959 had de GpLV tevens een detachment op Vliegbasis Ypenburg. Het vliegerkorps bestond destijds zowel uit Officieren als Onderofficieren-Vlieger.
Van 1959-1961 werd ter vervanging van Piper L18C's een nieuw helikoptertype geïntroduceerd: de Aérospatiale Alouette II. 298 Sq vloog tm 1964 met de Alouette II, de Piper L-21B en de Hiller H-23B. 299 Sq vloog alleen met de Piper L-21B en de Hiller H-23B. Het detachement op Ypenburg werd in 1962 omgedoopt tot 300 Sq en vloog tm 1964 in gelijke configuratie met 299 Sq.
In 1964 schakelde men collectief over op de 77 stuks Aérospatiale Alouette III en werden de Piper L-21B en de Hiller H-23B fasegewijs afgestoten. Respectievelijk vanaf 1964 tm 1967 en 1965 tm 1967 vlogen 298 en 299 Sq (Deelen) met de Alouette III. 300 Sq (Ypenburg) vloog tm 1966 door met de Piper L-21B en de Hiller H-23B. In deze periode kreeg de GpLV ook officieel tot taak:
- het maken van verkennings-, liaison- en vuurleidingsvluchten voor de legercommandanten van de Koninklijke Landmacht[1]
- het verkennen van landingstrips, commandovoering, gebiedsbewaking, camouflagecontrole, luchtfotografie, radiotussenstation en bevoorraden van eenheden[2]
- uitvoeren van Search and Rescue SAR/TAR-vluchten ter redding van vliegers op zee (eerst vanaf Ypenburg, later vanaf Leeuwarden. Hierbij was een toestel stand-by op de Waddeneilanden tijdens air-ground missies op Vlieland en Terschelling). Dit werd later uitgebreid met het verlenen van noodvervoer van patiënten etc. naar het vasteland.

In 1966 schakelde ook 300 Sq om op de Alouette III en werd daar gelijktijdig de De Havilland Canada DHC-2 Beaver geïntroduceerd en vloog men tm 1967 met beide toestellen.
In 1968 volgde een reorganisatie: 298 Sq verhuisde met de staf GpLV en het nieuwe Logistiek Sq naar Vliegbasis Soesterberg en 300 Sq verhuisde van Ypenburg naar Deelen.
298 Sq vloog van 1968-1993 met de Alouette III waarbij in 1975 tevens de Messerschmitt-Bölkow-Blohm BO-105 werd geïntroduceerd.
299 Sq vloog van 1965-1975 met de Alouette III en voerde de BO-105 vanaf 1975 in en was in 1979 volledig overgeschakeld op de BO-105 waarmee men tot 1995 doorvloog. 299 Sq kwam in 1992 negatief in het nieuws na een terroristische actie door een politieke actiegroep.
300 Sq vloog van 1968-1983 met de DHC2 Beaver waarna tm 1993 totaal op de Alouette III werd overgegaan. Het uitfaseren van de Beaver betekende tegelijk ook het verdwijnen van de Onderofficier-Vlieger.
In de loop der tijd werden helikopters dikwijls gebruikt voor het vervoer van vips en leden van het koninklijk huis bij officiële gelegenheden; hiervoor was aan de linkerzijde van enkele Alouette III's een extra instaptrapje gemonteerd, was het interieur overtrokken met een blauwe lederen stoelbekleding en was getint anti inkijkglas aan de linkervoorzijde van de cockpit gemonteerd.
De GpLV-vliegopleidingen waren een interne aangelegenheid. Voor de vliegopleiding van de KLu (Groot Militair Brevet) werden de vliegers intern opgeleid bij de Helikopter Vlieg Opleiding (HVO) bij 299 Sq en vervolgens bij 300 Sq. op Vliegbasis Deelen. De opleiding op de Piper Cub, (Klein Militair Brevet) werd destijds gedaan bij de Lichte Vliegtuig Opleiding (LVO) op Vliegbasis Gilze-Rijen. De waarnemers waren afkomstig van de KL en volgden samen met de vliegers een operationele opleiding bij de  Legerluchtwaarnemersschool (LLWS), later het Opleidingscentrum Grond- Luchtsamenwerking (OCGLS). Aan het begin van de jaren 1980 ving de helikoptervliegopleiding aan op Fort Novosel, Alabama, later aangevuld met operationele opleiding in Fort Hood, Texas.
Vanaf de jaren 1950 tot begin jaren 1990 viel alle logistieke ondersteuning onder verantwoordelijkheid van de KL. In 1993, samen met de naamsverandering in Groep Helikopters (GPH), nam de KLu ook deze taken over en volgde de introductie van de nieuwe helikoptertypen. In 1995 volgde ten slotte de naamsverandering in Tactische Helikopter Groep KLu (THGKLu).

## Veranderingen
Bij de uitzendingen van de Nederlandse militairen naar alle delen van de wereld is gebleken dat de behoefte aan transport en gevechtshelikopters hierbij alleen maar toeneemt. De helikopters vervullen een onmisbare rol bij vredesoperaties en bij gevechtssituaties waarbij grondsteun aan eigen of bevriende troepen moet worden verleend. De studie integrale militaire helikoptercapaciteit leidde uiteindelijk tot de volgende regeringsbesluiten.
- Bij het CZSK de vervanging van de Westland Lynx-helikopters door 12 helikopters van het type NHIndustries NH-90 ‘Nato Frigate Helicopter’ (NFH) en 8 land-scoped NFH's. In een later stadium zou worden bekeken of financiële ruimte was om nog 2 NFH's te kopen.[5]
- Het CLSK beschikt over 17 Eurocopter AS 532U2 Cougar Mk 2 en 11 middelzware CH-47D Chinook-transporthelikopters. In een eerder stadium zijn 2 CH-47D Chinook-transporthelikopters verongelukt. Er is al eerder behoefte gesteld aan 20 Chinooks, waardoor uitbreiding met 7 stuks nodig was. Op korte termijn kon er financiële ruimte gevonden worden voor 4 extra helikopters. Later wordt bezien wanneer de overige worden aangeschaft. Thans zijn toch 6 stuks extra besteld, waarvan 2 bedoeld zijn voor de eerder verloren toestellen. Sinds 24 september 2013 Zijn alle 6 CH-47F Chinook-transporthelikopters geleverd. Hiervan zijn 3 stuks op vliegbasis Gilze-Rijen gestationeerd en de andere 3 stuks op Fort Hood. Daarnaast beschikt het CLSK over 29 AH-64D Apache-gevechtshelikopters.[6]
- Oprichting van het Defensie Helikopter Commando (DHC) om deze helikoptervloot zo effectief en doelmatig mogelijk te beheren. De totale helikoptercapaciteit wordt op vliegbasis Gilze-Rijen geconcentreerd.

De studie ‘integrale militaire helikoptercapaciteit’ gaf aan dat het detacheren van enkele helikopters op het vliegveld de Kooy operationele voordelen bood. Daarentegen was het doelmatiger en goedkoper om alle helikopters op Gilze-Rijen te stationeren. Met de civiele medegebruikers op het vliegveld de Kooy, de provincie, gemeente Den Helder en het lokale bedrijfsleven werd bestuurlijk overleg gevoerd alvorens het regeringsbesluit werd genomen.
In dezelfde studie werd aangegeven dat de SAR capaciteit van zowel de Marine Luchtvaartdienst (met Lynxhelikopters vanaf De Kooy) als de luchtmacht (met AB 412SP's vanaf Leeuwarden) door 2 NH90-helikopters kan worden overgenomen. Plaatsing van deze helikopters was afhankelijk van het voortbestaan van vliegveld De Kooy. Nadat werd besloten om De Kooy open te houden werd de SAR capaciteit op Leeuwarden opgeheven.

## Capaciteiten en indeling
- 20 Boeing CH-47F Chinook-transporthelikopters
- 12 Eurocopter AS 532U2 Cougar Mk 2-transporthelikopters
- 28 Boeing AH-64D Apache-gevechtshelikopters
- 20 NHIndustries NH90 NFH maritieme helikopters (fregatten, OPV's en SAR)

Op 27 juni 2014 kwam het nieuwsbericht dat de levering van de laatste 7 NH90 NFH-helikopters werd opgeschort wegens corrosie en slijtage, op 16 december 2014 werd echter bekendgemaakt dat de levering werd hervat.
| Squadron | Locatie                    | Taak / Uitgerust met                                    |
| -------- | -------------------------- | ------------------------------------------------------- |
| 7        | Vliegbasis Gilze-Rijen     | opleiding en simulatie                                  |
| 298      | Vliegbasis Gilze-Rijen     | middelzwaar transport / CH-47F Chinook                  |
| 299      | Vliegbasis Gilze-Rijen     | Helicopter Warfare Centre                               |
| 300      | Vliegbasis Gilze-Rijen     | utility en kicht transport / AS 532U2 Cougar Mk 2       |
| 301      | Vliegbasis Gilze-Rijen     | verkenning en aanvalstaken / AH-64D/E Apache            |
| 302      | Fort Hood, Texas, USA      | opleiding/training / AH-64D/E Apache en CH-47F Chinook  |
| 860      | Maritiem Vliegkamp De Kooy | maritieme operaties / NH90 NFH                          |
| 930      | Vliegbasis Gilze-Rijen     | onderhoud en logistiek                                  |
| 931      | Vliegbasis Gilze-Rijen     | platformtaken (verkeersleiding, brandweer, sport, OGRV) |
| 990      | Maritiem Vliegkamp De Kooy | onderhoud, logistiek en platformtaken                   |

Het DHC biedt werk aan circa 1900 militairen op de locaties: Vliegbasis Gilze-Rijen - 1600, Maritiem Vliegkamp De Kooy - 300 en Vliegbasis Deelen - 1.

## Commandanten
| Periode                              | Naam                                    |
| ------------------------------------ | --------------------------------------- |
| 4 juli 2008 - 20 augustus 2012       | commodore-vlieger Theo ten Haaf         |
| 20 augustus 2012 - 28 september 2015 | commodore-vlieger Jan Willem Westerbeek |
| 28 september 2015 - 5 september 2018 | commandeur Gerhard Polet                |
| 5 september 2018 - 16 december 2022  | commodore-vlieger Robert Adang          |
| 16 december 2022 - heden             | commodore-vlieger Pier Schipmölder      |

## Toekomst
De Westland Lynx- en Agusta Bell AB 412-helikopters zijn inmiddels vervangen door de NHIndustries NH90, een gezamenlijk product van Duitsland, Frankrijk (Eurocopter), Italië (Agusta) en Nederland (Fokker). Levering van de NH90 werd eerst vertraagd door aanpassingen in het ontwerp en problemen bij de fabrikant. Aanvankelijk wilde Nederland 18 stuks voor maritiem gebruik (NFH) maar vanwege gewijzigde behoeftestelling is dit aangepast. Oorspronkelijk opteerde men voor 12 NH90 helikopters full-mission geconfigureerd en 6 toestellen met provisions-for, d.w.z. dat extra apparatuur gemoduleerd in de helikopter geplaatst kan worden.
De nieuwe behoefte bestond uit 12 'full mission' helikopters en 8 militaire transporthelikopters van de NH90 landversie: de TTH met een sterkere radar en zelfdichtende brandstoftanks. De TTH zou voor de marine aangepast worden tot MTTH, met voorzieningen voor deklandingen en opvouwbare rotorbladen. Openbreken van het lopende contract was te duur, zodat nu 20x NH90 NFH worden aangeschaft, waarvan 8x geconfigureerd als transporthelikopter.
De behoefte is als volgt gebaseerd: 5x maritiem, 2x opleidingen, 2x SAR-taken en 2x in onderhoud. De transporthelikopters zijn t.b.v. de gehele krijgsmacht voor inzet vanaf de amfibische transportschepen.
In 2012 hebben de Benelux-landen in principe afgesproken om qua helikopterinzet samen te werken en in 2013 werden de commandanten van de Belgische en Nederlandse luchtmacht het eens over de uitwisseling van helikopterpersoneel en werd een overeenkomst getekend met betrekking tot de inrichting van een "Belgium-Netherlands Coordination Cell" voor de Nederlandse en Belgische helikoptereenheden. Deze regelt sinds medio 2014 de training en operaties van de Belgische en Nederlandse helikopter eenheden en dit zou een opstap kunnen zijn naar een geïntegreerd Benelux Helikoptercommando. 
Inmiddels is de NH90 bezig met een opwerktraject om de amfibische taak van de Cougar over te nemen. De transporthelikopter is langdurig vanaf grote schepen ingezet. Vanaf 2024 neemt de NH90 deze taak over naast de operaties op volle zee. 